# Spongia
Spongia är ett släkte av svampdjur. Spongia ingår i familjen Spongiidae.

## Bildgalleri

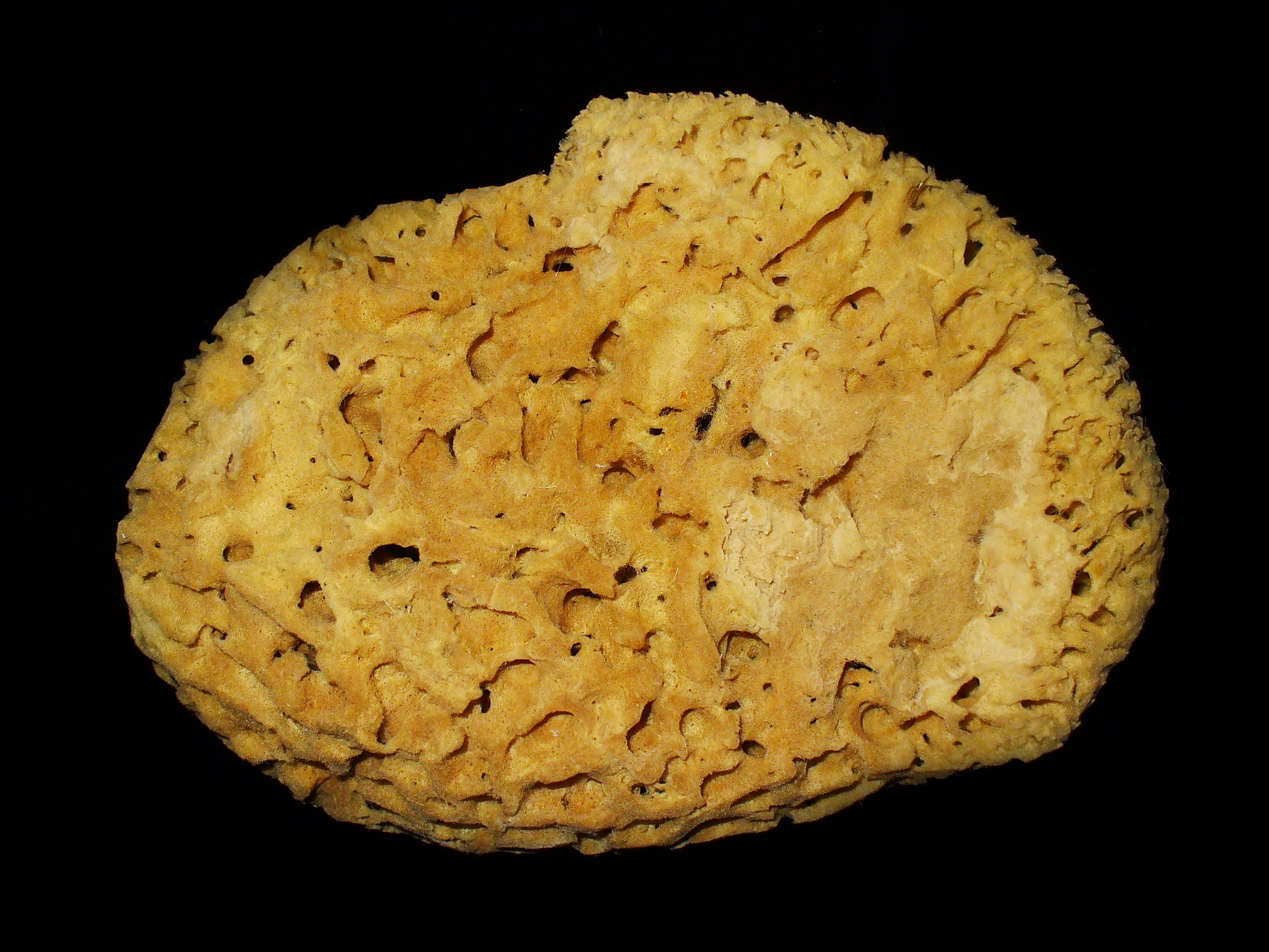

## Dottertaxa tillSpongia, i alfabetisk ordning[1][2]
- Spongia adjimensis
- Spongia agaricina
- Spongia amaranthina
- Spongia anclotea
- Spongia arabica
- Spongia australis
- Spongia bacillaris
- Spongia bailyi
- Spongia barbara
- Spongia bartholomei
- Spongia bibulus
- Spongia bombycina
- Spongia botellifera
- Spongia brunnea
- Spongia caliciformis
- Spongia cancellata
- Spongia carteri
- Spongia catarinensis
- Spongia caudigera
- Spongia ceranoides
- Spongia cerebralis
- Spongia ceylonensis
- Spongia cladonia
- Spongia conifera
- Spongia conus
- Spongia cookii
- Spongia corlosia
- Spongia corrugata
- Spongia cristata
- Spongia deltoidea
- Spongia dentata
- Spongia dichotoma
- Spongia distans
- Spongia ditelliformis
- Spongia divisa
- Spongia dumetosa
- Spongia dura
- Spongia excavata
- Spongia fenestrata
- Spongia fimbriata
- Spongia fistulosa
- Spongia flabelliformis
- Spongia floribunda
- Spongia fornicifera
- Spongia frutescens
- Spongia gorgonocephalus
- Spongia gracilis
- Spongia graminea
- Spongia guadelupensis
- Spongia haagenseni
- Spongia heterogona
- Spongia hispida
- Spongia hospes
- Spongia idia
- Spongia illawarra
- Spongia incrustans
- Spongia intermedia
- Spongia irregularis
- Spongia isidis
- Spongia krebbresii
- Spongia labyrinthiformis
- Spongia lacinuliformis
- Spongia lacinulosa
- Spongia laevigata
- Spongia lamella
- Spongia lesleighae
- Spongia lichenoides
- Spongia lignea
- Spongia linteiformis
- Spongia lobosa
- Spongia longicuspis
- Spongia loricaris
- Spongia magellanica
- Spongia manipulatus
- Spongia matamata
- Spongia mexicana
- Spongia mokohinau
- Spongia mollicula
- Spongia muricata
- Spongia napiformis
- Spongia negligens
- Spongia nicholsoni
- Spongia nitens
- Spongia nodosa
- Spongia obliqua
- Spongia obscura
- Spongia oceanica
- Spongia oculata
- Spongia officinalis
- Spongia osculata
- Spongia osculosa
- Spongia papyracea
- Spongia pavonia
- Spongia perforata
- Spongia pertusa
- Spongia pikei
- Spongia pilosa
- Spongia plana
- Spongia polychotoma
- Spongia prava
- Spongia pulvinata
- Spongia punctata
- Spongia radiciformis
- Spongia solitaria
- Spongia spinosa
- Spongia stellifera
- Spongia sterea
- Spongia subcircularis
- Spongia suriganensis
- Spongia tampa
- Spongia tectoria
- Spongia tenuiramosa
- Spongia tetheaformis
- Spongia thiaroides
- Spongia tubulifera
- Spongia tubulosa
- Spongia tupha
- Spongia turbinata
- Spongia turrita
- Spongia usitatissima
- Spongia vermiculatiformis
- Spongia violacea
- Spongia virgata
- Spongia virgultosa
- Spongia zimocca